# Zorobabel (gouverneur)
Pour les articles homonymes, voir Zorobabel.
Zorobabel est un personnage des Livres d'Esdras, d'Aggée et Zacharie, qui font partie de la Bible hébraïque et de l'Ancien Testament. Il est petit-fils du roi de Juda Joachin, et devient au VIe siècle av. J.-C. le gouverneur de la province perse de Judée, c'est-à-dire le chef du peuple juif. 
Il joue un rôle déterminant dans la construction du Second Temple de Jérusalem, et il est cité dans le Nouveau Testament comme un ancêtre de Jésus de Nazareth.

## Récit biblique

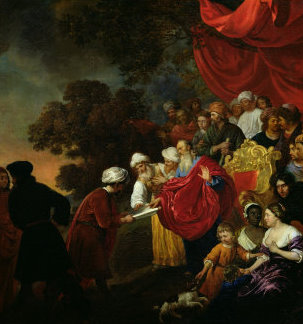
Zorobabel remettant les plans de Jérusalem à Cyrus, par Jacob van Loo.

Selon le Livre d'Esdras, lorsque Cyrus II rend la liberté aux Juifs, Zorobabel se met à la tête de ceux qui habitent la province de Babylone pour les ramener en Judée. Sept mois après avoir quitté la Chaldée, Zorobabel aide le grand-prêtre Josué à dresser un autel pour offrir des sacrifices au Seigneur. La seconde année, il assemble des matériaux pour rebâtir le Second Temple de Jérusalem. Les fondations sont posées, le deuxième mois de la seconde année de Cyrus II, par le gouverneur Sheshbatsar (de). Mais les fondements sortent à peine de terre que les Samaritains, dont on a refusé les offres suspectes, provoquent l'interruption des travaux par leurs intrigues auprès des ministres de Darius Ier.
Selon le Livre d'Aggée, quelques années plus tard, le 24ème jour du 9ème mois de la seconde année de Darius Ier, Zorobabel, excité par les prophètes Aggée et Zacharie, encourage le peuple, qui reprend la construction du Temple avec plus d'ardeur que la première fois. Darius Ier ayant accordé sa protection aux Juifs, l'ouvrage n'est plus interrompu ; Zorobabel a la consolation de le voir achevé et d'assister à la dédicace du temple, qui est faite 4 ans après la reprise des travaux.
Dans le Livre de Zacharie, le Dieu d'Israël adresse un message à Zorobabel : il déclare que Zorobabel a déjà posé les fondements du Second Temple de Jérusalem, et qu'il l'achèvera également. De plus, il exhorte le peuple à se réjouir et à féliciter Zorobabel.
Alors que Zorobabel, issu du sang royal de Juda, aurait pu prétendre à la tête de sa nation, ce ne fut point de lui-même qu'il entreprit de la gouverner. Dieu qui l'appelle son serviteur et qui avait veillé sur lui au milieu des révolutions dont la Perse fut agitée après la mort de Cambyse II, le choisit pour être l'instrument de la délivrance de son peuple et du rétablissement de l'état civil et religieux des Juifs. Dieu ne s'était pas borné à donner l'approbation la plus authentique à l'entreprise de Zorobabel, il avait encore annoncé dans une vision de Zacharie la facilité avec laquelle elle serait exécutée. Ce prophète vit en songe un chandelier d'or à sept branches, portant chacune une lampe, qui communiquait par autant de tuyaux avec un réservoir placé au-dessus d'elles, pour leur fournir continuellement de l'huile, qu'il recevait de deux oliviers plantés l'un à la droite, l'autre à la gauche du chandelier. Ces lampes, qui s'entretenaient d'elles-mêmes sans qu'on fût obligé d'en renouveler l'huile, désignaient l'état futur des Juifs, qui devait reprendre son antique splendeur sous Zorobabel, sans autre secours que celui du Seigneur.
Samarie est ici représentée sous l'image d'une montagne orgueilleuse qui s'aplanit devant le fils de Salathiel, et les anges qui le dirigeaient dans tous ses projets, sous celle des sept yeux du Seigneur, attentifs à examiner ce qui se passe dans le pays. Cette métaphore est tirée du gouvernement de Perse, où sept ministres principaux, qu'on appelait les yeux du roi, étaient chargés de veiller sur tout ce qui arrivait dans le royaume. Zorobabel paraît lui-même, le niveau à la main, traçant le plan de la maison de Dieu et relevant les espérances de ceux qui, témoins de l'éclat dont avait brillé le premier temple, s'affligeaient de la  faible avancée du second.
Zorobabel eut sept enfants mâles : Mosellam, Hananias que l'on croit être le même qu'Abiud placé dans la généalogie de Jésus-Christ par saint Matthieu (Mt 1,13), ou que Resa dans celle de saint Luc (Lc 2,27), Hasaban, Ohol, Barachie, Hasadias, Josabhesed, et une fille nommée Salomith. Nous pouvons juger de la vénération qu'ont toujours eue les Juifs pour la mémoire de ce grand homme par l'éloge qu'en fait l'auteur du livre de l'Ecclésiastique. On a quelquefois confondu Zorobabel avec Sheshbatsar.

## Parenté
Tous les auteurs sacrés (Livre d'Esdras, 3, 2 et 5, 2; Livre de Néhémie, 12, 1; Aggée, 1, 1; Evangile selon saint Matthieu, 1, 12) s'accordent à dire qu'il était fils de Salathiel (en). Pourtant, dans le premier livre des Chroniques (3, 16-19), sa généalogie est ainsi décrite : « Les fils de Joachin furent, Salathiel, Melchiram, Phadaïa, Sermeser, Jérémie, Sama et Nadabia. Les fils de Phadaïa sont Zorobabel et Sëmeï. » On peut expliquer ce paradoxe en considérant qu'il était le fils adoptif de Phadaïa ou de Salathiel, ou bien que, par les mots « fils de Salathiel », il faut entendre : neveu de Salathiel et fils de Phadaïa.
Toutefois, la généalogie de Jésus rapportée dans l'évangile selon Matthieu écrit explicitement « Salathiel engendra Zorobabel (Mt 1, 12) ». Les versions syriaque et arabe portent Nadabia, au lieu de Phadaïa, ce qui prouve qu'au temps où elles ont été faites, les exemplaires en hébreu n'étaient pas uniformes sur ce point. Peut-être qu'autrefois on lisait Salathiel et que les noms de Phadaïa et de Nadabia sont l'œuvre de quelque scribe négligent, trompé par la ligne supérieure, où ces noms se trouvent écrits.
Il est encore plus vraisemblable qu'il faut retrancher le nom de Phadaïa et mettre à la tête du verset les fils de Salathiel furent Melchiram. ;.. Zorobabel... ; de sorte que Joachin n'aura pour fils qu'Asir et Salathiel, et que Melchiram et les suivants seront les fils de Salathiel, ainsi que Zorobabel et Semeï. La substitution que nous faisons est d'autant plus naturelle que ces mots : les fils de... furent, étant souvent répétés dans ce chapitre, on conçoit aisément comment ils auront pu être omis une fois. Cette manière de concilier les auteurs sacrés paraît plus simple que de supposer deux Zorobabel, tandis que tout concourt à prouver que le livre des Chroniques parle du même dont il est question dans les endroits parallèles.
Quel était le lien de parenté entre Zorobabel, Pedaïa et Shéaltiel ? 
Zorobabel était le fils de Pedaïa, lequel était le frère de Shéaltiel. Or, la Bible désigne parfois Zorobabel comme le fils de Shéaltiel. Peut-être Pedaïa était-il mort et Shéaltiel a-t-il élevé Zorobabel. Il est également possible que Shéaltiel soit mort sans enfant, que Pedaïa se soit soumis au mariage léviratique et que Zorobabel ait été le premier-né de cette union. — Deutéronome 25:5-10.

### Père de Salathiel
Zorobabel est le fils de Salathiel (en), le fils de Néri, ou le fils du roi de Juda Joachin. Matthieu précise que Joachin devint père de Salathiel qui devint père de Zorobabel après la déportation à Babylone.
Or Zorobabel, parti en exil à Babylone,,, est né avant la déportation. On en déduit que Salathiel est le fils biologique de Néri et devient le fils adoptif de Joachin après la déportation.

### Zorobabel et Sheshbatsar
L'exégète Léonard Gleason Archer (en), défenseur de l'inerrance biblique, propose d'identifier Sheshbatsar (de) à Salathiel.  
Le gouverneur Zorobabel serait alors le fils successeur de son père le gouverneur Sheshbatsar.